# Mezinárodní letiště Jangjang
Mezinárodní letiště Jangjang (korejsky 양양국제공항 – Jangjang kukče konghang, IATA: YNY, IACA: RKNY) je malé mezinárodní letiště v okrese Jangjang provincie Kangwon na severovýchodě Jižní Koreje. Vzniklo v roce 2002. Slouží především Kangnungu, Sokčcho a Pchjongčchangu, ale v roce 2008 mu hrozilo po ukončení poslední pravidelné linky zavření. Pravidelný provoz začal znovu v roce 2010, ale v roce 2011 prošlo letištěm jen bezmála šest tisíc cestujících. Větší oživení provozu se očekává v souvislosti se zimními olympijskými hrami v roce 2018.
Tradiční cíle zdejších pravidelných linek jsou mezinárodní letiště Čedžu a mezinárodní letiště Kimhe v Jižní Koreji, mezinárodní letiště Kitakjúšú na ostrově Kjúšú v Japonsku a letiště Toksan u města Hamhung v Severní Koreji.